# Werner Schmidt
Werner Karl Schmidt, född 1944 i Tyskland, är en svensk historiker och författare, professor emeritus vid Södertörns högskola. Schmidt disputerade 1996 vid Stockholms universitet med avhandlingen Kommunismens rötter i första världskrigets historiska rum: en studie i arbetarrörelsens historiska misslyckande. Schmidt forskar och skriver (på svenska och tyska) om svensk och internationell  kommunism och antikommunism, om intellektuella i arbetarrörelsen (C-H Hermansson, Peter Weiss, Karl Marx), om allmän samhällsutveckling och om marxistisk historie- och samhällsteori.
Schmidt är medlem i Vänsterpartiet, i Internationale Peter Weiss Gesellschaft (IPWG) och i FC Barcelona.
Han är Fellow av Berliner Institut für kritische Theorie (InkriT)

Bibliografi i urval
- Schmidt, Werner (1996), Kommunismens rötter i första världskrigets historiska rum : en studie kring arbetarrörelsens historiska misslyckande, Symposion, ISBN 91-7139-299-8.
- Schmidt, Werner (1997), Då är jag inte marxist : en historisk-kritisk studie om Karl Marx tänkande och om marxismens bidrag till arbetarrörelsens historiska misslyckande, Symposion, ISBN 91-7139-340-4.
- Schmidt, Werner (1999), Arbeiterklasse als Fortschrittssubjekt?, i Das Argument 230, Heft 2/3.
- Schmidt, Werner (2000), Om Henrik Bachners Återkomsten och om den antimarxska vetenskapens elände, i Arkiv, nr. 80.
- Schmidt, Werner (2001) Fordismen och det kalla krigets antikommunism, i Arkiv, nr. 84.
- Schmidt, Werner (2002), Antikommunism och kommunism under det korta 1900-talet, Nordic Academic Press, ISBN 91-89116-47-X.
- Schmidt, Werner (2003), Formeringen av det kalla krigets svenska front. En kommentar till Säkerhetstjänstkommissionens betänkande, i Arkiv, nr. 88-89.
- Schmidt, Werner (2003), Antikommunismen under det korta 1900-talet - en stereotyp i förvandling, i H. Blomqvist / L. Ekdahl, Kommunismen Hot och Löfte. Arbetarrörelsen i skuggan av Sovjetunionen 1917-1991, Carlssons Bokförlag, ISBN 91-7203-515-3
- Schmidt, Werner (2005), C-H Hermansson : en politisk biografi, Stockholm : Leopard, ISBN 91-7343-097-8.
- Schmidt, Werner (2005), Svenska kommunister och SED 1956-1977 - ett motsättningsfyllt förhållande, i Th. Wegener Friis / A. Linderoth (red), DDR og Norden. Östtysk-nordiske relationer 1949-1989, Syddansk Universitetsforlag, ISBN 87-7838-915-1.
- Schmidt, Werner (2008), Kalter Krieg, i W. F. Haug, Frigga Haug, Peter Jehle (utg.), Historisch-kritisches Wörterbuch des Marxismus, bd. 7/1, ISBN 978-3-88619-438-4.
- Schmidt, Werner (2012), Die Bedeutung Antonio Gramscis für Peter Weiss und die Ästhetik des Widerstands, i Das Argument 300, Heft 6.
- Schmidt, Werner (2012), Vems anda var 1930-taolets Saltsjöbadsanda? Att historisera och kontextualisera den "svenska modellen", i H. Blomqvist och W. Schmidt (red), Efter guldåldern. Arbetarrörelsen och fordismens slut, Carlssons bokförlag, ISBN 978-91-7331-474-9
- Schmidt, Werner (2014), Det socialdemokratiska projektets sönderfall, i Ivarsson Westerberg, Waldemarson, Östberg (red), Det långa 1900-talet. När Sverige förändrades, Boréa.
- Schmidt, Werner (2014), Die Ästhetik des Widerstands als Suche nach einer kritischen intellektuellen Haltung, i Das Argument 309, Heft 4.
- Schmidt, Werner (2014), From Fordism to High-Tech Capitalism: A Political Economy of the Labour Movement in the Baltic Sea Region, i Norbert Götz (Ed.), The Sea of Identities. A Century of Baltic and East European Experiences with Nationality, Class and Gender, Södertörns Academic Studies 60, ISBN 978-91-87843-00-6
- Schmidt, Werner (2016), Peter Weiss. Leben eines kritischen Intellektuellen, Suhrkamp, ISBN 978-3518-42570-1.
- Schmidt, Werner (2016), Sozialismus als Arbeitshypothese. Aus dem Kontext der Arbeit an der Ästhetik des Widerstands, i Das Argument 316, Heft 2.
- Schmidt, Werner (2016), Peter Weiss. Ett liv som kritisk intellektuell, Tankekraft, ISBN 978-91-88203-19-9.
- Schmidt, Werner (2017), Oktoberrevolutionen - mytos och realitet, i Bosdotter, Ekdahl, Lindgren (red), Då var det 1917, Årsbok 2017 för Arbetarnas Kulturhistoriska Sällskap, ISBN 978-91-981749-2-2.
- Schmidt, Werner (2020), Humanisten Karl Marx. En teoretiker vår värld har behov av, Carlssons Bokförlag, 2020, ISBN 978-91-8906-337-2.
- Schmidt, Werner (2020), Karl Marx. Ein humanistischer Denker für unsere Zeit, Argument / InkriT, 978-3-86754-110-7
- Schmidt, Werner (2020), Peter Weiss. Leben eines kritischen Intellektuellen, Suhrkamp (häftad), 978-3-518-24263-6
- Schmidt, Werner (2024), Svenska fotspår på vägen till Förintelsen. Om skuld och medansvar, Carlssons Bokförlag, ISBN 978 91 8982 608 3